# Louis Lewin (historyk)
Louis Lewin (ur. 1868 w Żninie, zm. 1941 w Bene Berak) – żydowski historyk, jeden z najwybitniejszych badaczy dziejów Żydów wielkopolskich.
Wychowywał się we Frankfurcie nad Menem. Studiował na Uniwersytecie Humboldta w Berlinie, gdzie obronił pierwszą w historii pracę doktorską z tematyki historii żydowskiej na niemieckich uniwersytetach. Od 1895 był rabinem, najpierw w Inowrocławiu, Pniewach i Kępnie, a potem (od 1920) w Katowicach. Wykładał także na Żydowskim Seminarium Teologicznym Fundacji Fränkla we Wrocławiu, gdzie przeniósł się w 1925, po antysemickich groźbach, jakie do niego adresowano na Górnym Śląsku. W 1939 wyjechał do Izraela (Bene Berak), gdzie zmarł dwa lata później. Był członkiem rad redakcyjnych pism Monatsschrift für Geschichte i Wissenschaft des Jüdentums.
Opublikował m.in.:
- Jüdische Ärzte in Großpolen – fundamentalną pracę o żydowskich lekarzach wielkopolskich,
- Die Landessynode der grosspolnischen Judenschaft – o żydowskich sejmikach ziemskich w Wielkopolsce[2].